# Iwanai
Iwanai (岩内町?) è una cittadina giapponese della prefettura di Hokkaidō.